# Varnaka
Die Varnaka (Varnuvka, Varnutė) ist der rechte Nebenfluss der Neris in der Rajongemeinde Jonava. Sie entspringt beim Dorf Gudžioniai und fließt entlang des Waldes Bazilioniai, danach durch die Stadt Jonava und die Altstadt. Im Osten der Stadt gibt es die vier Stauseen Varnutė (Jonavos I, II, III, IV). Varnaka mündet bei Flusskilometer 38,1 in die Neris, am Ende der Straße Sodų gatvė. An den Ufern befinden sich Samulevičiai-Siedlung (Museum), Judenfriedhof Jonava, Stadtpark Jonava, Kinderkrippe-Kindergarten „Lakštingalėlė“ (im Stadtteil Lakštingalos), russische Santarvės-Mittelschule. Umseits der Varnaka liegt das Joninių slėnis (Tal).

## Geschichte
An den Ufern der Varnaka gab es früher nur fünf Heimstätten, die das Dorf Varnutė bildeten. Von 1982 bis 1983 wurden vier Stauseen in der Stadt Jonava gebildet. Man richtete den Strand ein, montierte die Türme für das Springen ins Wasser. Die Brücken und Badehäuser wurden auch gebaut.
Von 2006 bis 2008 wurde Varnaka von der Verwaltung der Rajongemeinde nach dem EU-Projekt („Varnakos upelio baseino dalies, esančios Jonavos mieste, išvalymas ir sutvarkymas“) im Wert von 1,5 Mio. Litas (0,4 Mio. Euro) gereinigt und gepflegt. Man stoppte die Eutrophierung in den Stauseen.